# فرتشاك
اسمه الحقيقي رادي فرتشاكوفسكي (بالمقدونية: Раде Врчаковски) هو مغني سابق وطبيب مقدوني، ولد في يوم 17 نوفمبر 1980. بدأ مشواره في سنة 1999 ومثل مقدونيا في مسابقة الأغنية الأوروبية في سنة 2008. إعتزل الغناء في سنة 2009.